# Mauritaanse parlementsverkiezingen (1965)
De Mauritaanse parlementsverkiezingen van 1965 vonden op 9 mei plaats voor het eenkamerparlement van het land, de Nationale Vergadering. De verkiezingen vonden plaats op basis van een eenpartijstelsel met de Parti du peuple mauritanien (PPM) als enige toegestane partij. Derhalve kwamen alle 40 zetels toe aan deze partij. De parlementsverkiezingen van 1965 waren de eerste sinds de onafhankelijkheid van Mauritanië in 1960.
| Partij                    | Partij                      | Zetels | %      |
| ------------------------- | --------------------------- | ------ | ------ |
|                           | Parti du peuple mauritanien | 40     | 96,80  |
| Ongeldige stemmen/ Blanco |                             |        |        |
| Totaal                    | Totaal                      | 40     | 100,00 |
| Bron: AED                 |                             |        |        |

Het aantal geregistreerde kiezers bedroeg 491.320, waarvan er 472.657 (93%) hun stem uitbrachten.